# 프랑수아 아르노
프랑수아 아르노(François Arnaud, 1985년 7월 5일 ~ )는 캐나다의 배우이다.

## 출연 작품

### 영화
- 아이 킬드 마이 마더 (2009)
- 미친개들 (2015)
- 퍼미션 (2017)
- 말로우 (2022)

### 텔레비전
- 더 보르지아 (2011-13)
- 블라인드스팟 (2015-16, 2020)
- 시트 크릭 패밀리 (2017)
- 미드나이트, 텍사스 (2017-18)
- 언리얼 (2018)
- 옐로우재킷 (2023)